# 韦瑞克
韦瑞克（英語：Ethan Werek；1991年6月7日—），中国男子冰球运动员。司职前锋。左手持杆，身高185厘米、体重86公斤。出生于加拿大万锦市，有华人血统。

## 经历
2008–2011年在金士顿方阵青年队。2009年NHL选秀大会上，被纽约游骑兵队第二轮第47顺位选中。后入选加拿大U18国家队。
2018/2019赛季，加入捷克联赛的特日内茨火龙队，51场比赛里得分32，球队收获捷克联赛总冠军。后到中国昆仑鸿星俱乐部。加入中華人民共和國国籍入选国家队。2022年在国家队出战4次。
- 2011–2014 波特兰海盗	AHL
- 2014–2015 普罗维登斯熊队	AHL
- 2015–2016 夏洛特跳棋	AHL
- 2016 佛罗里达永恒之刃	ECHL
- 2016 奥兰多太阳熊	ECHL
- 2016–2017 德州之星	AHL
- 2017–2018 贝尔维尔参议员	AHL
- 2018–2019 特日内茨火龙 Extraliga
- 2019 昆仑鸿星 KHL